# Comtrade (Unternehmen)
Die Comtrade AG war ein IT-Unternehmen mit Sitz in Hamburg. Zu dem Unternehmen gehörten die 100%igen Töchter „Comtrade Trade & Finance GmbH“, „Comtrade Systems Hard- und Software GmbH“ sowie „Comtrade Mobilien Leasing GmbH“.

## Geschichte
Das Unternehmen wurde 1987 als „Comtrade Trade & Finance GmbH“ gegründet. Es verstand sich als Lieferant von Informationstechnologien für den Mittelstand sowie Großunternehmen. 1998 konnte das Unternehmen dann Kooperation mit Unternehmen wie Hewlett-Packard, IBM und Sun Microsystems aufweisen. Ein Jahr darauf wurde die Comtrade AG als Dachgesellschaft gegründet.
Am 24. November 2000 folgte der Börsengang und mit Wirkung zum 15. Januar 2003 die Zulassung zum Prime Standard. 2005 erwirtschaftete das Unternehmen mit einem Umsatz von 37,484 Millionen Euro ein EBITDA von 1,518 Mio. Euro und ein EBIT von 0,96 Mio. Euro.
Am 7. Mai 2007 beantragte das Unternehmen die Insolvenz. Das Insolvenzverfahren wurde vom Amtsgericht Hamburg mit Beschluss vom 28. Dezember 2007 eröffnet.